# Храпунов, Павел Филиппович
Павел Филиппович Храпунов (13 октября 1908, город Екатеринослав, теперь Днепр — 15 сентября 1987, город Днепропетровск) — советский партийный деятель, 1-й секретарь Днепропетровского горкома КПУ. Депутат Верховного Совета УССР 4-го созыва. Член Ревизионной Комиссии КПУ в 1954 — 1960 г.

## Биография
Родился в семье вальцовщика.
В 1923 году окончил семь классов средней школы города Екатеринослава, а в 1926 году окончил школу фабрично-заводского обучения при Днепропетровском металлургическом заводе имени Петровского.
В октябре 1926 — сентябре 1930 г. — слесарь Днепропетровского металлургического завода имени Петровского.
С сентября 1930 г. — в Красной армии. В сентябре 1930 — октябре 1931 г. — красноармеец 51-го артиллерийского полка 51-й стрелковой дивизии, в октябре 1931 — ноябре 1932 г. — командир взвода 89-го стрелкового полка 30-й стрелковой дивизии.
Член ВКП(б) с октября 1931 года.
В ноябре 1932 — июле 1933 г. — заведующий секретной части треста «Союзкожа» в городе Днепропетровске.
В июле 1933 — июле 1934 г. — инструктор Центрального районного комитета КП(б)У города Днепропетровска. В июле 1934 — июле 1935 г. — инструктор Кировского районного комитета КП(б)У города Днепропетровска. В июле 1935 — октябре 1936 г. — инструктор Октябрьского районного комитета КП(б)У города Днепропетровска.
В октябре 1936 — мае 1937 г. — секретарь партийного комитета «Днепрэнерго» города Днепропетровска.
В мае 1937 — октябре 1938 г. — председатель исполнительного комитета Октябрьского районного совета депутатов трудящихся города Днепропетровска.
В октябре 1938 — феврале 1941 г. — студент Планово-экономической академии имени Молотова в Москве. Окончил два курса.
В феврале — июле 1941 г. — начальник городского жилищного управления города Днепропетровска.
В июле 1941 — октябре 1942 г. — в Красной армии: помощник начальника штаба, начальник штаба 596-го артиллерийского полка Резерва Главного командования на Юго-Западном и Южном фронтах. Участник Великой Отечественной войны.
В октябре 1942 — мае 1943 г. — заведующий агитационно-пропагандистского отдела Кировского районного комитета ВКП(б) города Магнитогорска. В мае — августе 1943 г. — заведующий организационно-инструкторского отдела Магнитогорского городского комитета ВКП(б) Челябинской области.
В августе 1943 — июне 1944 г. — инструктор организационно-инструкторского отдела ЦК КП(б) Украины.
В июне — сентябре 1944 г. — секретарь партийного комитета Днепропетровского металлургического завода имени Петровского.
В сентябре 1944 — сентябре 1945 г. — 2-й секретарь Октябрьского районного комитета КП(б)У города Днепропетровска.
В сентябре 1945 — декабре 1946 г. — 1-й секретарь Кировского районного комитета КП(б)У города Днепропетровска.
В декабре 1946 — январе 1948 г. — заведующий отделом торговли и общественного питания Днепропетровского областного комитета КП(б)У.
В январе 1948 — марте 1950 г. — 2-й секретарь Днепропетровского городского комитета КП(б)У.
В марте 1950 — июне 1952 г. — 1-й секретарь Днепропетровского городского комитета КП(б)У.
В 1952 году заочно окончил Днепропетровский металлургический институт имени Сталина. В июле — сентябре 1952 г. — слушатель Московской школы Министерства государственной безопасности СССР.
26 сентября 1952 — 16 марта (1 мая) 1953 г. — начальник Управления Министерства государственной безопасности СССР Воронежской области РСФСР.
В марте — июле 1953 г. — заведующий административного отдела Днепропетровского областного комитета КПУ. В июле — декабре 1953 г. — заведующий отделом административных и торгово-финансовых органов Днепропетровского областного комитета КПУ.
В декабре 1953 — 1957 г. — 1-й секретарь Днепропетровского городского комитета КПУ.
В 1957 — 1966 г. — начальник управления легкой и пищевой промышленности Совета народного хозяйства Днепропетровского экономического административного района (совнархоза).
В 1966 — 1972 г. — заместитель начальника Днепропетровского территориального управления материально-технического снабжения.
С 1972 г. — на пенсии в Днепропетровске.

## Звание
- полковник государственной безопасности (1952)

## Награды
- орден Трудового Красного Знамени (23.01.1948)
- Орден «Знак Почёта» (3.09.1971)
- орден Красной Звезды (29.06.1945)
- медали